# End=START/終点〜君の腕の中〜
「end=START/終点〜君の腕の中〜」（エンド・スタート/しゅうてん・きみのうでのなか）は、日本の歌手・misonoの13作目のシングル。

## 概要
- コラボシングル「It's all Love!」から約3か月、misono名義としては前作「球魂 〜やる気・元気・その木の根っこ〜/?cm」から約5か月ぶりとなるシングル作品。前作同様の両A面シングルで、アルバム『Tales with misono -BEST-』と同時発売された[1][2]。
- 表題1曲目はエムティーアイ『music.jp』のCMソング及びTBS系列『ホリさまぁ〜ず』のエンディングテーマにそれぞれ起用された[1][2]。CMのタイアップを手掛けるのは「二人三脚」以来3作ぶり、TBS系列のタイアップは初となった。
- 表題2曲目はベン・ギロリ主演、misono出演の映画『The Harimaya Bridge はりまや橋』の主題歌に起用された[1][2][3]。映画のタイアップを手掛けるのは前作に引き続き2度目、自身出演としては初となった。
- ジャケットの異なるCD+DVD規格とCD規格の2形態で発売され、DVDには表題1曲目のビデオクリップと今作のスポットCM、「Tales… -Misono's Photo Edit-」と題された特典映像が収録された。また、CD+DVD規格にはボーナス・トラックも追加収録された[1]。
- 表題曲でテレビ朝日系列『ミュージックステーション』に初出演を果たした[注 1][4][5]。

## 収録曲
| #            | タイトル | 作詞      | 作曲      | 編曲      | 時間  |
| ------------ | --- | --------- | --------- | --------- | ----- |
| 1.           | 「end=START」 | misono    | 西川進    | 西川進    | 4:31  |
| 2.           | 「終点〜君の腕の中〜」                                                                                            | misono    | 藤末樹    | 渡辺徹    | 5:06  |
| 3.           | 「end=START [instrumental]」                                                                                      |           | 西川進    | 西川進    | 4:31  |
| 4.           | 「終点〜君の腕の中〜 [instrumental]」                                                                             |           | 藤末樹    | 渡辺徹    | 5:04  |
| BONUS TRACK. | 「「テイルズ オブ」シリーズmisonoタイアップソング・メドレー」(Starry Heavens〜そして僕にできるコト～VS～二人三脚) |           |           |           |       |
| 合計時間:    | 合計時間: | 合計時間: | 合計時間: | 合計時間: | 19:12 |

### 解説
1. end=START
2. 終点〜君の腕の中〜
3. end=START [instrumental]
表題1曲目のインストゥルメンタルバージョン。
4. 終点〜君の腕の中〜[instrumental]
表題2曲目のインストゥルメンタルバージョン。
5. 「テイルズ　オブ」シリーズmisonoタイアップソング・メドレー
CD+DVD規格にのみ収録されているボーナス・トラックで、misonoがこれまで携わった『テイルズ オブ シリーズ』のタイアップ楽曲によるメドレー[注 2][2]。

## 参加ミュージシャン
- misono：Vocal (#1,2,5)

support musician
- 西川進：Guitar (#1,3)
- 渡辺徹：Programming & All Instruments (#2,4)
- 大西克己：Acoustic Guitar (#2,4)
- FIRE：Bass (#1,3)
- 江口信夫：Drums (#1,3)
- 中山信彦：Manipulator (#1,3)

## タイアップ
- エムティーアイ『music.jp』CMソング (#1)
- TBS系列深夜バラエティ番組『ホリさまぁ〜ず』2009年6月・7月度エンディングテーマ (#1)
- ティ・ジョイ配給映画『The Harimaya Bridge はりまや橋』主題歌 (#2)

## 収録アルバム
- Me (#1,2)